# کورنلیس پتروس تیله
کورنلیس پتروس تیله (انگلیسی: Cornelis Tiele; ۱۶ دسامبر ۱۸۳۰ – ۱۱ ژانویهٔ ۱۹۰۲) متخصص الهیات، استاد، استاد دانشگاه، و فیلسوف اهل پادشاهی هلند بود.